# Dynastie de Bazi
La Dynastie de Bazi est, selon une chronique dynastique babylonienne, une dynastie constituée de trois rois ayant régné sur Babylone entre 1005 et 986 av. J.-C. Elle tire son nom de la cité de Bazi, située sur le Tigre, à l'est de la Babylonie, ville dont devaient être originaires ses rois. Prenant place dans une période très obscure et tourmentée de l'histoire de la Mésopotamie, cette dynastie n'est pas connue autrement que par le nom de ces rois et les durées approximatives de règne que leur a attribué la tradition. Le fait que le nom du dernier roi de la dynastie fasse référence à Shuqamuna, une divinité de la royauté kassite, pourrait refléter une origine kassite de cette famille, mais il est impossible de se prononcer plus là-dessus.
Ces trois rois seraient :
- Eulmash-shakin-shumi, 1005-989 ;
- Ninurta-kudurri-usur Ier, 988-986 ;
- Shirikti-Shuqamuna, 986.